# Siliștea (gmina Todirești)
Siliștea – wieś w Rumunii, w okręgu Vaslui, w gminie Todirești. W 2011 roku liczyła 339 mieszkańców.